# Илек, Богуслав
Богуслав Илек (чеш. Bohuslav Ilek, 9 мая 1902, Ровечна — 5 января 1988, Прага) — чешский переводчик, преподаватель Карлова университета и Университета имени Палацкого, литературовед. Считается основоположником русистики в Оломоуце.

## Процесс перевода согласно Илеку
По его словам, процесс перевода очень творческий, требующий врожденных навыков, которые невозможно освоить, но Илек также отмечает, что применение определенных правил, основанных на теории и опыте, оказывается очень полезным и плодотворным. Первым шагом, согласно Илеку, является внимательное прочтение всего текста, без трансляционного подхода. Чтение текста вслух может помочь выявить важные эмоции в тексте. Илек предупреждает, что специализация в одной области перевода ведет к снижению качества работы, и чтобы избежать этого, каждый переводчик время от времени должен переводить что-то вне своей стандартной области интересов. Очень важным он также считает практическое знание предмета перевода. А уже после этого может переводчик приступить ко второму шагу, то есть снова прочитать весь текст, но сейчас уже с профессиональной точки зрения и сделать заметки. Еще одним важным вопросом перевода, по мнению Илека, является понимание авторского стиля. Переводчик должен быть знаком с другими произведениями того же автора, с его воззрениями и биографическими данными, а также с культурно-историческим контекстом самой книги.

## Переводческая деятельность
Илек переводил средневековую, классическую русскую и советскую прозу. Постепенно он начал заниматься теорией перевода — перевод он понимал, как комплексный процесс языка, литературы, идеологии и истории.
Под техническим переводом Илек в основном понимал перевод текстов из области науки, техники и общественных наук, таких как экономики, социологии, психологии, педагогики и других. «Главной особенностью технического текста является включение его содержания в определенные рамки, которыми обозначен предмет и способ интерпретации».
Главные его мысли и статьи о теории перевода изложены в «Методике перевода» (чеш. «Metodika překládání»), составляющей часть «Книги о переводе» (чеш. «Kniha o překládání»), опубликованной в 1953 в память профессора Богумила Матезиуса.
С 1970 года Илек занимался в основном специализированным переводом. Главная разница между специализированным и художественным переводами состоит в том, что преимущество специализированного перевода заключается в возможности строго определять инвариантную информацию. Специализированный перевод ориентирован на содержание информации, его правильность легко проверить, сравнить с описываемым фактом или явлением. Формальные средства менее важны, в отличие от художественного перевода.
К его первым переводам относятся «Земляничка» Эллы Каган и части эпопеи «Война и мир» Толстого. Совместно с другими переводчиками он также создал Чешско-русский словарь (1973).
В 1967 Богуслав Илек написал книгу под названием «Жизнь протопопа Аввакума. Исследование стиля» (чеш. «Život protopopa Avvakuma. Studie o stylu»). Книга объемом 120 страниц была издана в Карловом университете. Первая часть уделяет внимание культуре и политике православия России XVII века, в том числе социальным движениям, реформам патриарха Никона или жизни и деятельности протопопа Аввакума. Во второй части Илек подробно описывает автобиографию Аввакума.

## Переводы
Список переводов книг на чешский язык включая дату опубликования*
1. Элла Юрьевна Каган — Земляничка (Zemljanička)[3] (1929)
2. Лев Николаевич Толстой — Крейцерова соната (Kreutzerova sonáta) (издания 1957, 1967)
3. Лев Николаевич Толстой — Три смерти[1] (Trojí smrt) (1952)
4. Лев Николаевич Толстой — Война и мир (Vojna a mír) (одна из частей; 1929)
5. Леонид Максимович Леонов — Дорога на океан (Cesta za oceán) (1953)
6. Максим Горький — Жизнь Клима Самгина (Život Klima Samgina) (1948)
7. Михаил Юрьевич Лермонтов — Герой нашего времени (Hrdina naší doby) (издания 1955, 1966, 1983)
8. Михаил Юрьевич Лермонтов — Тамань (Tamaň) (1960)
9. Михаил Александрович Шолохов — Донские рассказы (Donské povídky) (1967)
10. Михаил Александрович Шолохов — Лазоревая степь (Azurová step) (издания 1945, 1962)
11. Михаил Александрович Шолохов — Наука ненависти (Škola nenávisti) (1945)

* Богуслав Илек переводил в коллективе

### Список переводовантологии[9]
1. Михаил Александрович Шолохов — Судьба человека (Osud člověka) (1984)
2. Лев Николаевич Толстой — После бала (Po plese) (1975)
3. Аввакум Петров: его жизнь и деятельность (Život protopopa Avvakuma, jím samým sepsaný a jiná jeho díla) (1975)